# Tachydromia digitiformis
Tachydromia digitiformis är en tvåvingeart som beskrevs av Saigusa och Yang 2003. Tachydromia digitiformis ingår i släktet Tachydromia och familjen puckeldansflugor. Inga underarter finns listade i Catalogue of Life.